# دهستان رازلیق
دهستان رازلیق یکی از دهستان‌های شهرستان سرآب در استان آذربایجان شرقی ایران است. بر اساس سرشماری سال ۱۳۸۵، جمعیت این دهستان ۱۰٬۸۱۲ نفر (۲٬۶۲۸ خانوار) بوده‌است. دهستان رازلیق در بخش مرکزی شهرستان سرآب جای دارد.
رازلیق (در گویش محلی رازلِخ) نام یکی از دهستانهای ششگانه بخش مرکزی شهرستان سرآب است که از شمال به کوه سبلان از جنوب به دهستان هریس از خاور به دهستان آغمیون از باختر به دهستان ینکجه محدود می‌باشد.

## موقعیت محل
موقعیت طبیعی: در دامنهٔ جنوبی کوه سبلان واقع است و هوای سالم و ییلاقی دارد. آب آن از چشمه سارها و رودهای کوچک محلی که از دامنهٔ کوه سبلان سرچشمه می‌گیرد تأمین می‌شود ودارای مراتع خرم و فراوان است که محل ییلاق ایلات می‌باشد و محصول عمدهٔ دهستان، غلات و حبوبات و محصول دامی روغن و پشم و پنیر است و شغل عمدهٔ اهالی زراعت و گله داری است. از نوزده آبادی بزرگ و کوچک تشکیل و جمعیت آن در حدود شانزده هزار نفر است. قراء عمدهٔ آن اسفستان، فرگوش، رازلیق مرکز دهستان می‌باشد.

## قلعه رازلیق
قلعه رازلیق در شمال، ۱۱ کیلومتری شهر سرآب و یک کیلومتری غرب روستای دیزج سفید کنار رودخانه رازلیق چای قرار دارد. سنگ نبشته در روی صخره‌ای از سنگ خارا در دره رودخانه پسلر روبه جنوب واقع است. کتیبه اورارتویی رازلیق بر یک صخره نقر شده و تا کنون کاوش‌های علمی باستان‌شناسی در این قلعه به صورت کامل انجام نشده‌است.
قلعه رازلیق به موقعیت جغرافیایی شهرستان سرآب ـ دهستان «رازلیق» پنج کیلومتری شمال این روستا و به شماره ۲۲۵۴۲ سال ۱۳۷۸ در فهرست آثار ملی به ثبت رسید این قلعه که قدمت آن مربوط به هزاره اول پیش از میلاد و قرون میانه اسلامی می‌رسد مربوط به استقرار دورهٔ اورارتو می‌باشد.
برای دستیابی به این کتیبه تاریخی باید از روستای رازلیق عبور کرده و به روستای دیزج سفید رسید. درگذشته پلکانی در پای آن تعبیه گردیده بود که به مرور زمان از بین رفته و فقط چند پله ویران باقی مانده است. پس از آن صفحه‌ای طبیعی به چشم می‌خورد که در ارتفاع ۳ متری آن کتیبه رازلیق به ابعاد ۸۲*۱۱۰ سانتیمتر در شانزده سطر حاوی فرمان آرگیشتی یکم فرزند روسای یکم پادشاه اورارتو قرار گرفته‌است.

## کتیبه آرگیشتی یکم

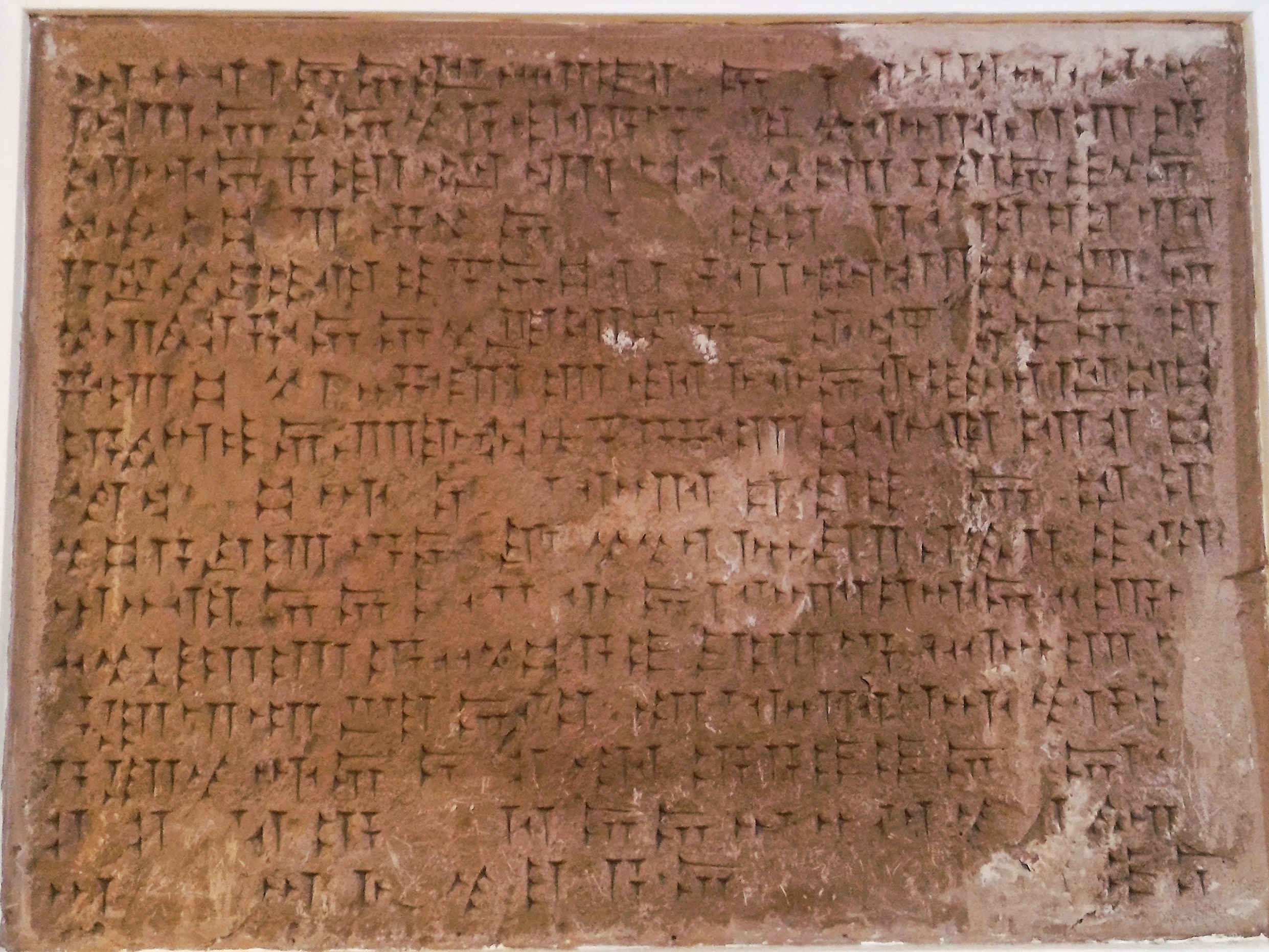
مولاژ سنگ نبشته اورارتو رازلیق واقع در موزه آذربایجان.

متن ترجمه فارسی این کتیبه چنین است: به حول و قوه (خالدی) آرگیشتی روسا هینی گوید: من به سرزمین آرهو لشکر کشیدم. من سرزمین اولوشو و سرزمین برقو را تسخیر کردم. من تا کنار رودخانه مونا رسیدم و از آنجا برگشتم. من سرزمین گیردو و گتوهائی و توایشیدو را تسخیر کردم. شهر روتومنی را من گرفتم. سرزمین هائی را که من تسخیر کردم تحت باج خود قرار دادم. این قلعه را بزور گرفتم و دوباره برقرار ساختم. من آن را آرگیشتی ایردو نامیدم تا بخاطر تقویت بیا ای ئی (اورارتو). برای مطیع ساختن سرزمین‌های دشمن. تا به حول و عظمت (خالدی) آرگیشتی بزرگ.
شاه، شاه جهان، شاه شاهان، خداوندگار شهر توشپا
آرگیشتی می‌گوید: هرکس نام مرا محو کند یا به این کتیبه خسارتی وارد بیارد امیدوارم خدایان (خالدی) ته‌ای شه با (شیوانی) او را زیر خورشید براندازد. همچنین کشف دو قطعه شیشه، یک قطعه ابزار سنگی، دو قطعه اکسید آهن و دو عدد استخوان، یک قطعه سکه مربوط به قرن پنجم هجری قمری و نیز تعدادی سفالینه‌های لعاب‌دار و بدون لعاب مربوط به قرن چهارم و پنجم هجری.

## توابع
مرکز این دهستان، روستای رازلیق است و دیگر روستای مسکونی آن از این قرارند:
- شیره جین
- قلعه جوق
- چه گوش
- ینگجه
- قره قیه
- چوللو
- ابرس
- گواشین
- اسبقران
- بلاسجین
- انگیز
- اسطلو (اسطلولجین)
- حسنجان کوه
- دیزج عظیم
- کندوان
- میرکوه علیا (میرکوه سلطان)
- میرکوه وسطی (میرکوه علی میرزا)
- میرکوه سفلی (میرکوه حاجی)
- دیزج میرهمای (همای آباد)
- دیزج سفید
- شاللو
- قزلقیه
- شیرمردان
- قوردخود